# Liste der Denkmäler des Deutsch-Französischen Krieges im Landkreis Calw
Diese Liste gibt einen Überblick über Gedenkstätten im Landkreis Calw, die sich schwerpunktmäßig der Geschichte des Deutsch-Französischen Krieges von 1870/71 widmen.

## Liste
| Bild | Ort           | Ortsteil      | Lage                                                     | Beschreibung |
| --- | ------------- | ------------- | -------------------------------------------------------- | --- |
| Bild gesucht Die Wikipedia wünscht sich an dieser Stelle ein Bild vom Ort mit diesen Koordinaten 48.781883 8.447558 . Motiv: Friedenslinde im Gaistal Falls du dabei helfen möchtest, erklärt die Anleitung , wie das geht. BW   | Bad Herrenalb | Bad Herrenalb | Gaistal 48° 46′ 55″ N, 8° 26′ 51″ O                      | Die Friedenslinde im Gaistal steht als Naturdenkmal unter Schutz, siehe Liste der Naturdenkmale in Bad Herrenalb. |
| | Ebhausen      | Ebhausen      | Breiter Weg 48° 35′ 8″ N, 8° 40′ 39″ O                   | Die Friedenseiche Ebhausen steht als Naturdenkmal unter Schutz, siehe Liste der Naturdenkmale in Ebhausen.        |
| Bild gesucht Die Wikipedia wünscht sich an dieser Stelle ein Bild vom Ort mit diesen Koordinaten 48.609408 8.699625 . Motiv: Kriegerdenkmal Rotfelden Falls du dabei helfen möchtest, erklärt die Anleitung , wie das geht. BW   | Ebhausen      | Rotfelden     | Friedhof 48° 36′ 34″ N, 8° 41′ 59″ O                     | drei Steinplatten liegend mit aufgebrachten Metalltafeln und den Namen der Gefallenen                             |
| Bild gesucht Die Wikipedia wünscht sich an dieser Stelle ein Bild vom Ort mit diesen Koordinaten 48.694333 8.828727 . Motiv: Kriegerdenkmal Gechingen Falls du dabei helfen möchtest, erklärt die Anleitung , wie das geht. BW   | Gechingen     | Gechingen     | Kirche 48° 41′ 40″ N, 8° 49′ 43″ O                       | Gedenktafel in der Kirche                                                                                         |
| Bild gesucht Die Wikipedia wünscht sich an dieser Stelle ein Bild vom Ort mit diesen Koordinaten 48.521705 8.648428 . Motiv: Friedenslinde Haiterbach Falls du dabei helfen möchtest, erklärt die Anleitung , wie das geht. BW   | Haiterbach    | Haiterbach    | Horber Straße 48° 31′ 18″ N, 8° 38′ 54″ O                | Die Friedenslinde steht als Naturdenkmal unter Schutz, siehe Liste der Naturdenkmale in Haiterbach.               |
| Bild gesucht Die Wikipedia wünscht sich an dieser Stelle ein Bild vom Ort mit diesen Koordinaten 48.6655 8.708254 . Motiv: Kriegerdenkmal Altbulach Falls du dabei helfen möchtest, erklärt die Anleitung , wie das geht. BW     | Neubulach     | Altbulach     | Kirchenaußenmauer 48° 39′ 56″ N, 8° 42′ 30″ O            | eine Steinplatte: Soldat mit Frau und eine weitere mit den Namen der Gefallenen des Krieges 1870/71               |
| Bild gesucht Die Wikipedia wünscht sich an dieser Stelle ein Bild vom Ort mit diesen Koordinaten 48.668238 8.635542 . Motiv: Kriegerdenkmal Breitenberg Falls du dabei helfen möchtest, erklärt die Anleitung , wie das geht. BW | Neuweiler     | Breitenberg   | In der Kirche 48° 40′ 6″ N, 8° 38′ 8″ O                  | Gedenktafel der gefallenen Soldaten von 1866 und 1870/71                                                          |
| Bild gesucht Die Wikipedia wünscht sich an dieser Stelle ein Bild vom Ort mit diesen Koordinaten 48.62655 8.510042 . Motiv: Friedenslinden Simmersfeld Falls du dabei helfen möchtest, erklärt die Anleitung , wie das geht. BW  | Simmersfeld   | Simmersfeld   | Freudenstädter Straße Straße 48° 37′ 36″ N, 8° 30′ 36″ O | Die beiden Friedenslinden stehen als Naturdenkmal unter Schutz, siehe Liste der Naturdenkmale in Simmersfeld.     |
| Bild gesucht Die Wikipedia wünscht sich an dieser Stelle ein Bild vom Ort mit diesen Koordinaten 48.648208 8.776628 . Motiv: Kriegerdenkmal Gültlingen Falls du dabei helfen möchtest, erklärt die Anleitung , wie das geht. BW  | Wildberg      | Gültlingen    | Kirche mit Friedhof 48° 38′ 54″ N, 8° 46′ 36″ O          | An der Innenmauer des Vorplatzes befindet sich eine Gedenktafel der Gefallenen der Kriege 1870/71                 |